# Perilitus ruficephalus
Perilitus ruficephalus är en stekelart som beskrevs av Chen och Van Achterberg 1997. Perilitus ruficephalus ingår i släktet Perilitus och familjen bracksteklar. Inga underarter finns listade i Catalogue of Life.